# Notasulga (Alabama)
Notasulga é uma cidade  localizada no estado americano do Alabama, no Condado de Lee e Condado de Macon.

## Demografia
Segundo o censo americano de 2000, a sua população era de 916 habitantes.
Em 2006, foi estimada uma população de 843, um decréscimo de 73 (-8.0%).

## Geografia
De acordo com o United States Census Bureau, a localidade tem uma área de 36,1 km², dos quais 36,0 km² cobertos por terra e 0,1 km² cobertos por água. Notasulga localiza-se a aproximadamente 156 m acima do nível do mar.

## Localidades na vizinhança
O diagrama seguinte representa as localidades num raio de 24 km ao redor de Notasulga.